# Fylkesväg

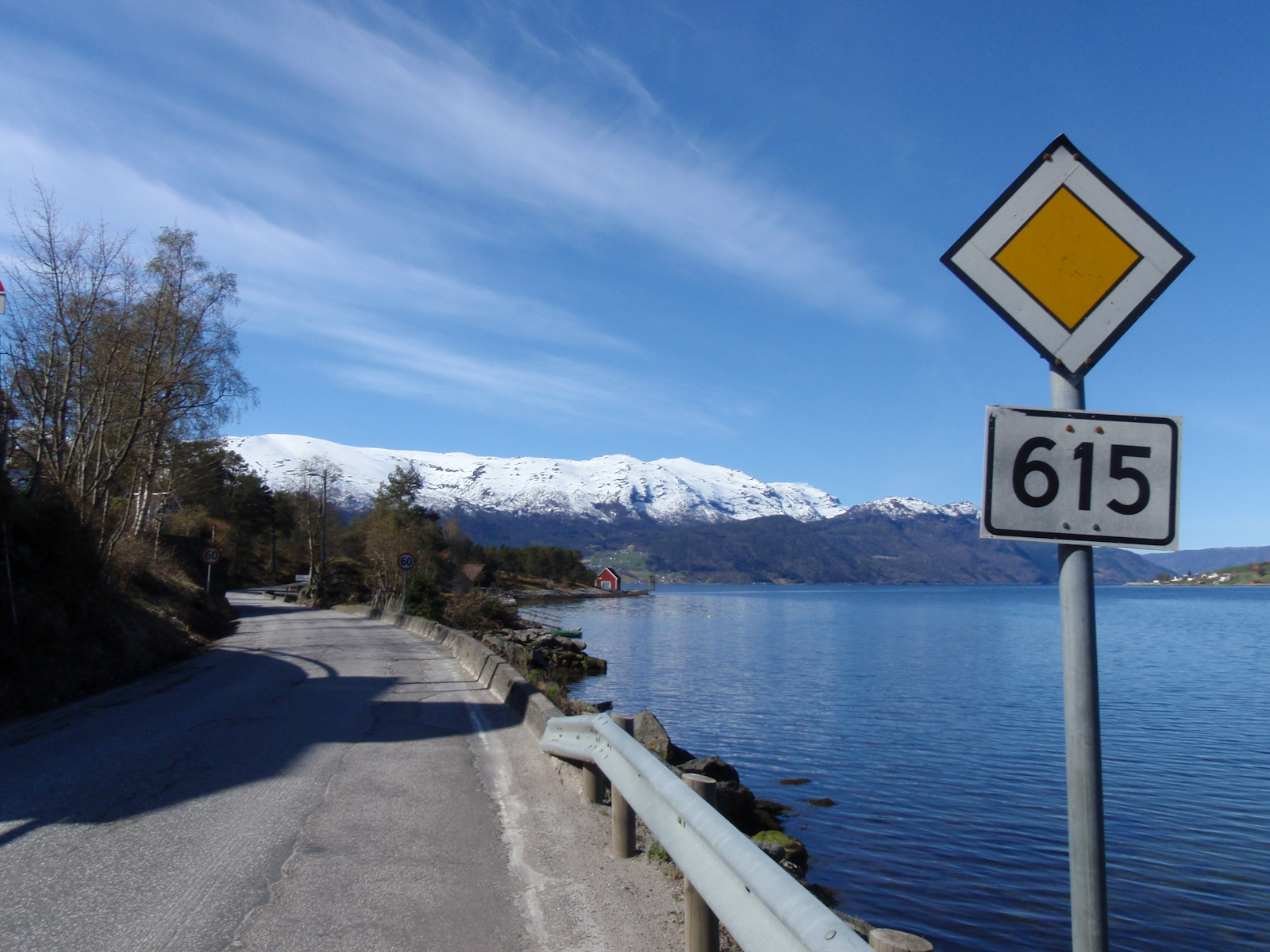
Fylkesväg 615 är en primär fylkesväg i Vestland fylke.

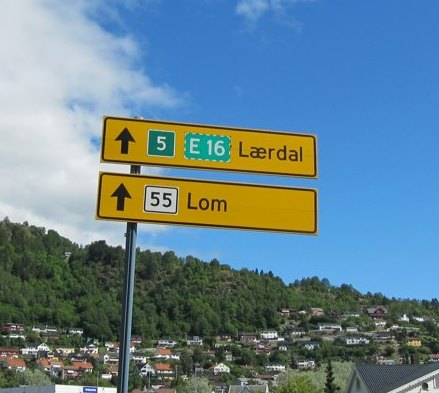
Fylkesväg 55 skyltas med svart text på vit bakgrund medan riksvägar, inklusive Europavägar, skyltas med vit text på grön bakgrund.

En fylkesväg är i Norge en väg eller gata öppen för allmän trafik som byggs och underhålls av fylket (fylkeskommunen). Tillsammans med riksvägar och kommunala vägar räknas fylkesvägar som allmänna vägar. Ett motsvarande begrepp i Sverige är länsväg.
Den 1 januari 2010 tog fylkena (fylkeskommunerna) över underhållet av de flesta riksvägar som då inte räknades som stamvägar. De vägarna övergick då från att vara riksvägar till att bli fylkesvägar istället.

## Numrering

### Primära fylkesvägar
De flesta primära fylkesvägar är markerade med ett svart vägnummer på en vit rektangulär skylt med en svart kant. De fylkesvägar som tidigare var riksvägar har i de flesta fall behållit det nummer de hade tidigare.

### Sekundära fylkesvägar
Sekundära fylkesvägar har också nummer men de skyltas inte. Detta gäller för övrigt också för fyrsiffriga primära fylkesvägar som inte heller skyltas. De sekundära fylkesvägarnas nummer var tidigare specifika för varje enskilt fylke på så sätt att samma nummer kunde förekomma i mer än ett fylke. I det nuvarande systemet har dock istället varje fylkesväg ett nummer som är unikt för landet som helhet, detta har lett till förekomsten av betydligt högre nummer än tidigare, inklusive fyrsiffriga nummer.